# Rigoberto Urán
Rigoberto Urán Urán (n. 26 ianuarie 1987, Urrao, Antioquia, Columbia) este un ciclist columbian, care în prezent concurează pentru EF Education–EasyPost, echipă licențiată UCI WorldTeam.
La Jocurile Olimpice de vară din 2012, a câștigat o medalie de argint în cursa pe șosea. A devenit primul columbian care a urcat vreodată pe podium în Turul Italiei, când a terminat pe locul al doilea în spatele lui Vincenzo Nibali în ediția din 2013, după ce a preluat conducerea Team Sky în urma abandonului căpitanului echipei Bradley Wiggins. De asemenea, el a câștigat o etapă de vârf de munte în acea cursă cu o evadare solitară. În anul precedent, el câștigase tricoul alb pentru cel mai bun tânăr ciclist și o clasare pe locul șapte la general. În 2014 a terminat din nou pe locul al doilea în clasamentul general, de data aceasta în spatele compatriotului său Nairo Quintana.

## Rezultate în Marile Tururi

### Turul Italiei
6 participări
- 2010: locul 35
- 2012: locul 7
- 2013: locul 2, câștigător al etapelor a 2-a și a 10-a
- 2014: locul 2, câștigător al etapei a 12-a
- 2015: locul 15
- 2016: locul 7

### Turul Franței
9 participări
- 2009: locul 49
- 2011: locul 24
- 2015: locul 42
- 2017: locul 2, câștigător al etapei a 9-a
- 2018: nu a terminat competiția
- 2019: locul 7
- 2020: locul 8
- 2021: locul 10
- 2022: locul 26

### Turul Spaniei
7 participări
- 2010: locul 31
- 2012: locul 29
- 2013: locul 27
- 2014: nu a terminat competiția
- 2018: locul 7
- 2019: nu a terminat competiția
- 2022: locul 9, câștigător al etapei a 17-a